# Kalappia celebica
Kalappia celebica ist die einzige Art der Pflanzengattung Kalappia in der Unterfamilie Dialioideae innerhalb der Familie der Hülsenfrüchtler (Fabaceae). Diese an den wenigen Wildstandorten seltene Art ist ein Endemit der Insel Sulawesi. Obwohl diese Art sehr selten und gefährdet ist, wird ihr Holz genutzt.

## Beschreibung

### Vegetative Merkmale
Kalappia celebica wächst als relativ großer Baum und erreicht Wuchshöhen von bis zu 40 Metern. Die Stammdurchmesser (Brusthöhendurchmesser, BHD) betragen bis zu 90 Zentimeter. Der Stamm ist bis zu einer Höhe von 20 Metern astfrei. Die Brettwurzeln sind reichen am Stamm 2 bis 3 Meter hoch und sind bei einer Höhe von etwa 2 Metern etwa 20 Zentimeter dick. Die rost-braune, rissige, deutlich raue Borke schält sich in kleinen Stücken ab. Der äußere und abgestorbenen Bereich der Borke ist etwa 2 Millimeter dick. Der innere und lebende Bereiche der Borke ist im Querschnitt rosafarben-rot und innen weiß. Das 3 bis 5 Zentimeter breite und hell-braune Splintholz ist deutlich vom braunen Kernholz abgegrenzt. Auf der braunen Rinde der bleistiftförmigen Zweige sind Lentizellen vorhanden. Bei den jungen, glatten oder etwas gerillten Zweige ist auf ihrer Oberseite die Rinde anfangs winzig behaart; sie verfärbt sich beim Trockenen schwarz. Kalappia celebica ist nicht bewehrt. Die elliptisch-spindelförmigen Blattknospen besitzen wenige Knospenschuppen, die anfangs gelblich flaumig behaart sind und verkahlen. Es sind keine extraflorale Nektarien vorhanden.
Die wechselständig und zweizeilig angeordneten Laubblätter sind in Blattstiel sowie -spreite gegliedert. Die häutigen Nebenblätter sind sehr unauffällig, fallen früh ab oder es sind keine vorhanden. Blattstiel und -rhachis sind zusammen 6,5 bis 12,5 Zentimeter lang und fein flaumig behaart. Der bleistiftförmige Blattstiel ist meist 3 bis 5 Zentimeter lang (bei den obersten Laubblättern kann er kürzer sein) und an seiner Basis verdickt. Die bleistiftförmige Blattrhachis ist meist 4 bis 8 Zentimeter lang und kahl. Die Blattspreite ist unpaarig gefiedert. Es sind keine Nebenblättchen vorhanden. An der Blattrhachis sind meist fünf (drei bis sieben), wechselständig angeordnete Fiederblätter vorhanden. Bei den obersten Laubblättern sind es manchmal nur drei oder zwei Fiederblätter und selten sind dort die Fiederblätter fast gegenständig angeordnet. Die Stielchen der Fiederblätter sind 8 bis 10 oder 5 bis 7 Millimeter lang, winzig flaumig behaart, oben gefurcht und seitlich abgeflacht. Die lederigen Fiederblätter sind mehr oder weniger symmetrisch und bei einer Länge von meist 11 bis 14 (6 bis 17) Zentimetern sowie einer Breite von meist 4 bis 6 (2,5 bis 8,5) Zentimetern lanzettlich bis elliptisch oder verkehrt-eiförmig mit mehr oder weniger spitzer oder keilförmiger (selten bei den breitesten Fiederblättern gerundeter fast spitzer) Basis und kurz zugespitztem obere Ende. Das Endfiederblatt ist bei einer Länge von meist etwa 11, selten bis zu 17 Zentimetern sowie einer Breite von meist etwa 3, selten bis zu 9 Zentimetern größer als die Seitenfiederblätter. Beide Flächen der Fiederblätter sind gleichgefärbt; bei Herbarbelegen sind sie gelblich-braun. Die Blattunterseite ist locker kurz behaart. Die Blattoberseite ist glatt. Die starke Mittelrippe ist eingesunken und es liegt Fiedernervatur vor mit fünf bis acht Paaren von Seitennerven erster Ordnung, die sehr dünn und in Richtung Blattrand gebogen sind; die Netznervatur ist erkennbar.

### Generative Merkmale
Meist zu zweit oder dritt in den Blattachseln oder im oberen Bereich der Zweige befinden sich auf mit Längen von selten 4, meist 8 bis 10, bei den obersten maximal 15 Zentimetern relativ kurzen, relativ dicken Blütenstandsschäften die Blütenstände. Die rispigen Gesamtblütenstände sind aus zymösen Teilblütenständen zusammengesetzt. Die Blütenstandsachse ist mehrfach verzweigt und die aufsteigenden Verzweigungen sind mehr oder weniger verbreitert sowie im oberen Bereich abgeflacht. Die früh abfallenden Tragblätter sind bei einer Länge von nur 1,5 bis 2 Millimetern eiförmig, konkav und außen seidig behaart sowie innen kahl. Es sind unter jeder Blüte zwei früh abfallende Deckblätter vorhanden. Die zwei Deckblätter umhüllen im Knospenstadium die Blütenteile und sind bei einer Länge von nur 2 bis 2,5 Millimetern eiförmig. Der 2 bis meist 4 bis 6 Millimeter lange Blütenstiel ist dicht seidig behaart und geht in einen bei einer Länge von 0,5 bis 1 Millimetern verkehrt-kegelförmigen Torus über.
Die zwittrigen Blüten sind bei einem Durchmesser von etwa 1 Zentimetern fast radiärsymmetrisch bis etwas zygomorph und fünfzählig mit doppelter Blütenhülle. Es ist kein Blütenbecher (Hypanthium) vorhanden. Die fünf fast gleichen, mehr oder weniger freien, aufrechten, ledrigen, sich dachziegelartig überlappenden Kelchblätter sind bei einer Länge von 4 bis 7 Millimetern und an ihrer Basis einer Breite 2 bis 3 Millimetern stumpf, elliptisch oder länglich und konkav; ihre Außenseite ist dicht seidig behaart und ihre Innenseite ist etwas flaumig behaart. Die fünf etwas ungleichen, freien, aufrechten Kronblätter sind mehr oder weniger genagelt und bei einer Länge von 7 bis 11 Millimetern sowie einer Breite 2 bis 6 Millimetern verkehrt-eiförmig bis verkehrt-lanzettlich. Die orangefarben-gelben Kronblätter sind dünn sowie transparent mit einem dunkleren Mittelnerv und vielen geraden Seitenadern, die mehr oder weniger fächerförmig angeordnet sind und sich am Rand verzweigen. Das größte Kronblatt ist mit einer Länge von 8 bis 10 Millimetern sowie bei einer Breite von 4 bis 6 Millimetern breit-elliptisch und verjüngt sich in einen kräftigen, lederigen Nagel. Die vier anderen Kronblätter sind schmäler.
Es ist kein Diskus vorhanden. Es sind sieben bis neuen ungleiche Staubblätter vorhanden, die alle untereinander frei sind. Die Staubblätter des äußeren Kreises sind zu Staminodium reduziert; es sind zwei bis vier vorhanden; sie sind 3 bis selten 5 Millimeter lang. Das Paar seitlicher Staminodien ist kräftig und nur etwas kürzer als das seitliche Paar fertiler Staubblätter. Die anderen Staminodien sind kürzer und dünner. Nur der innere Kreis enthält vier oder fünf fruchtbare (fertile) Staubblätter. Ihre kräftigen, kahlen Staubfäden sind etwa 5 Millimeter lang. Die basifixen Staubbeutel sind kahl, etwa 2 Millimeter lang und im Knospenstadium aufrecht, aber während der Anthese fast horizontal, doch ist das obere Ende auf die Basis der Blüte ausgerichtet. Die Theken öffnen mit Poren einem kurzen Längsschlitz. Das mehr oder weniger sitzende einzige, oberständige Fruchtblatt ist seitlich abgeflacht und dicht seidig behaart. Das Fruchtblatt enthält drei bis fünf Samenanlagen. Der mit einer Länge von 5,3 bis 7,5 Millimetern kurze, aber deutlich vorhandene, kahle Griffel endet in einer winzigen, kaum erkennbar verbreiterten, stecknadelkopfförmigen Narbe, die kaum das längste Staubblatt überragt.
Je nach Autor wird die Frucht als Balgfrucht oder Hülsenfrucht bezeichnet; sie ist aber nicht steinfruchtartig. Die bei Reife rötlich-braune, kahle Frucht ist sehr flach, bespitzt und etwa 7 Zentimeter lang sowie etwa 2 Zentimeter breit. Die obere Naht der Frucht ist fast gerade. Die Frucht ist an der unteren, konkaven Naht 2 Millimeter breit geflügelt. Die Frucht öffnet sich nicht und enthält nur meist einen, selten zwei bis zu drei Samen. Die Fruchtklappen sind dünn, innen glatt und verholzen nicht. Die Samen sind bei einer Länge von 11 bis zu 13 Millimetern sowie einem Durchmesser von etwa 11 oder 13 bis 15 Millimetern scheibenförmig oder kurz.nierenförmig und auf einer Seite etwas konkav. Die Samenschale (Testa) ist glatt und ledrig. Das Hilum ist schlank und etwa 3 Millimeter lang. Der gerade Embryo besitzt eine gerade oder etwas schiefe und relativ dicke, zylindrische Radicula.

## Ökologie
Kalappia celebica wächst als großer Baum.
Es sind keine Wurzelknöllchen und damit auch keine Symbiose mit stickstofffixierenden Bakterien (Rhizobien) vorhanden. Die Symbiose von Kalappia celebica mit arbuskulären Mykorrhizapilzen wurde untersucht. Dabei konnte gezeigt werden, dass durch diese Endomykorrhiza das Wachstum der Jungpflanzen besser ist.
Kalappia celebica-Exemplare blühen wohl nur etwa alle drei Jahre. Diasporen werden relativ wenige gebildet. Die Keimrate ist gering.

## Vorkommen und Gefährdung
Kalappia celebica ist ein Endemit der Insel Sulawesi. Kalappia celebica gedeiht im Tieflandwald bis in Höhenlagen von etwa 300 Metern.
Es wurde angenommen, dass Kalappia celebica nur nahe ihrem Typusfundort in der Umgebung von Malili vorkommt. Dieser Fundort ist durch Nickelbergbau gefährdet, dort wurden seit den 1970er Jahren keine Exemplare mehr gefunden. Da es seit den 1970er Jahren keine wissenschaftlichen Aufsammlungen mehr gab und wurde befürchtet, dass Kalappia celebica „Endangered“ = „stark gefährdet“ oder sogar in der Wildnis ausgestorben ist. 2010 wurden zwei Herbarbelege aus einer weiteren Gegend identifiziert und deshalb machte man sich auf die Suche nach weiteren Fundorten. 2019 wurden sieben weitere Fundorte in Kolaka sowie Abuki entdeckt. Es könnte sein, dass es im Gebiet dazwischen weitere Fundorte gibt, denn dieser undurchdringliche, feuchte Tropenwald ist noch selten untersucht worden. In den Fundorten wurden jeweils nicht mehr als 20 blühfähige Exemplare gefunden. Die Habitate sind stark durch menschliche Einflüsse verändert. Deshalb wurde Kalappia celebica genauso wie 1998 auch 2019 in der Roten Liste der gefährdeten Arten der IUCN als VU = „Vulnerable“ = „gefährdet“ bewertet. Die fortlaufende Abholzung für die Holznutzung gefährdet Kalappia celebica aber weiterhin.

## Systematik
Die Erstbeschreibung erfolgte 1952 unter dem Namen Kalappia celebica durch André Joseph Guillaume Henri Kostermans (1907–1994) in Notes on two leguminous genera from eastern Indonesia. In Reinwardtia, Volume 1, S. 451–452; dabei wurde die Gattung Kalappia aufgestellt. Der Gattungsname Kalappia ist im Heimatgebiet, der Region Malili, der Trivialname (Kalappi oder Kalapi) von Kalappia celebica.
Die Gattung Kalappia Kosterm. gehört seit 2017 zur Unterfamilie Dialioideae Azani et al.

## Nutzung
Noch vor der Erstbeschreibung durch Kostermans 1952 war das Holz dieser Art, im Heimatgebiet kalapi, nanakulahi oder palapi genannt, so häufig genutzt, dass die Bestände bis dahin schon deutlich abnahmen. Kalappia celebica wird manchmal aus Wildbeständen entnommen. Das Holz, meistens mit dem Handelsnamen Kalapi, gelangte nur selten in den Handel, da wenig Exemplare verfügbar sind.
Das Holz wird beim Haus- und Schiffbau und zur Möbelherstellung verwendet. Wichtige Eigenschaften des Holzes sind: es ist mittelschwer, besitzt eine schöne Farbe und lässt sich leicht bearbeiten.
Das Kalapia-Holz ist widerstandsfähig gegen einige Pilzarten; welche Inhaltsstoffe dafür verantwortlich sind, wurde untersucht.
Da Kalappia celebica an den wenigen Wildstandorten nur noch mit wenigen Exemplaren vorhanden ist, aber das Kalapi-Holz qualitativ hochwertig ist, werden viele Untersuchungen unternommen, um einen forstlichen Anbau zu ermöglichen. Saatgut steht nur wenig zur Verfügung. Es ist auch vegetative Vermehrung mit Stecklingen möglich. Es werden die Bedingungen untersucht wie die Jungpflanzen einen möglichst guten Start bekommen können.

### Holzeigenschaften
Kalappia celebica besitzt ein mittelschweres Hartholz mit einer Dichte von 590 bis 710 kg/m³ bei einem Feuchtegehalt von 15 %. Das braune Kernholz ist deutlich vom 3 bis 5 Zentimeter breiten und hell-braunen Splintholz abgegrenzt. Jahresringe sind keine vorhanden. Die wenigen, großen Gefäße sind einzeln angeordnet. Die sehr feinen Holzstrahlen sind von mittlerer Größe. Das Kernholz ist bei Bodenkontakt dauerhaft. Das Splintholz ist sehr begrenzt haltbar.